# Nasirabad
Nasirabad (hindi: नसिराबाद, urdu: ناصر آباد) es una ciudad cantón del estado de Rajastán, en la India. 

## Historia
El nombre de la localidad derivó de un famoso militar británico (Sir David Ochterlony), que fue honrado con el nombre "NASIR-UD-DAULA" (el Defensor del Estado), por Mughal Badshah Shah Alam II. La ciudad tiene una alta cantidad de militares. El sitio es destacado en Rajastán por las revueltas en 1857.

## Geografía
Nasirabad está localizado en 26°18′N 74°44′E / 26.3, 74.73 a una altitud promedio de 429 metros.

## Demografía
Según el censo indio de 2011, Nasirabad contaba con una población de 50 804 habitantes, de los cuales el 56.3% eran varones y el 43.7% mujeres. La tasa de alfabetización era del 88%.

## Economía
La planta de gas más grande de toda Asia está situada en Delwara, Nasirabad, lo que contribuyó al desarrollo económico y logístico de la región.